# San Mateo Capulhuac
San Mateo Capulhuac es una población del Estado de México, localizado a norte del Valle de Toluca, en el municipio de Otzolotepec.

## Localización y demografía
San Mateo Capulhuac se encuentra localizado en el norte del valle de Toluca y del municipio de Otzolotepec, a unos 10 kilómetros al noreste de la cabecera municipal, Villa Cuauhtémoc. Sus coordenadas geográficas son 19°28′12″N 99°31′34″O / 19.47000, -99.52611 y a una altitud de 2 773 metros sobre el nivel del mar.
De acuerdo con el Censo de Población y Vivienda realizado en 2010 por el Instituto Nacional de Estadística y Geografía, San Mateo Capulhuac tiene una población de 2 786 personas, siendo 1 391 mujeres y 1 395 hombres.